# AKR1B15
AKR1B15 (англ. Aldo-keto reductase family 1 member B15) – білок, який кодується однойменним геном, розташованим у людей на 7-й хромосомі. Довжина поліпептидного ланцюга білка становить 316 амінокислот, а молекулярна маса — 36 537.
| 10         |  | 20         |  | 30         |  | 40         |  | 50         |
| ---------- |  | ---------- |  | ---------- |  | ---------- |  | ---------- |
| MATFVELSTK |  | AKMPIVGLGT |  | WRSLLGKVKE |  | AVKVAIDAEY |  | RHIDCAYFYE |
| NQHEVGEAIQ |  | EKIQEKAVMR |  | EDLFIVSKVW |  | PTFFERPLVR |  | KAFEKTLKDL |
| KLSYLDVYLI |  | HWPQGFKTGD |  | DFFPKDDKGN |  | MISGKGTFLD |  | AWEAMEELVD |
| EGLVKALGVS |  | NFNHFQIERL |  | LNKPGLKYKP |  | VTNQVECHPY |  | LTQEKLIQYC |
| HSKGITVTAY |  | SPLGSPDRPW |  | AKPEDPSLLE |  | DPKIKEIAAK |  | HKKTTAQVLI |
| RFHIQRNVTV |  | IPKSMTPAHI |  | VENIQVFDFK |  | LSDEEMATIL |  | SFNRNWRAFD |
| FKEFSHLEDF |  | PFDAEY     |  |            |  |            |  |            |

A: Аланін

C: Цистеїн

D: Аспарагінова кислота

E: Глутамінова кислота

F: Фенілаланін

G: Гліцин

H: Гістидин

I: Ізолейцин

K: Лізин

L: Лейцин

M: Метіонін

N: Аспарагін

P: Пролін

Q: Глутамін

R: Аргінін

S: Серин

T: Треонін

V: Валін

W: Триптофан

Кодований геном білок за функцією належить до оксидоредуктаз. 
Задіяний у таких біологічних процесах, як ацетилювання, альтернативний сплайсинг. 
Білок має сайт для зв'язування з НАДФ. 
Локалізований у цитоплазмі, мітохондрії.